# Assises de Jérusalem

Armoiries des rois de Jérusalem

Les Assises de Jérusalem sont des recueils de lois qui décrivent les institutions du royaume de Jérusalem et qui furent utilisées et adaptées pour le royaume de Chypre. Ces lois du royaume, d'abord sous formes écrites et dispersées, sont réunies en recueil au cours du XIIIe siècle.

## Histoire des Assises

### Les assises auXIIesiècle
Selon Jean d’Ibelin, l’auteur d’un des recueils du XIIIe siècle, Godefroy de Bouillon, le premier souverain du royaume de Jérusalem, aurait ordonné la réunion d’une commission de barons et de notables avec la mission de rédiger les statuts du royaume. Ceux-ci auraient été déposés dans l’Église du Saint-Sépulcre, d’où leur nom initial de Lettres du Sépulcre. Jean d’Ibelin affirme ensuite que les hommes n’étaient admis à lire le manuscrit qu’en présence de neuf hommes : le roi ou son représentant, le patriarche ou le prieur du Sépulcre, le vicomte de Jérusalem, deux chanoines, deux hommes liges et deux jurés de la cour des Bourgeois. Mais ces textes sont perdus lors de la prise de Jérusalem en 1187. 
Mais cette conception des Assises de Jérusalem est parfois contredite par les témoignages contemporains et est remise en cause par les historiens. Guillaume de Tyr, chroniqueur du royaume franc dans la seconde moitié du XIIe siècle affirme qu’elles n’étaient guère connues que sous forme orale. La procédure de lecture, décrite par Jean d’Ibelin est si complexe que les Assisses ne devaient pas être souvent consultées, et que ces consultations devaient faire l’objet de procès verbaux dont on n’a aucune trace. De plus aucun document contemporain ne parle de la rédaction de ce document, pourtant important pour le royaume. S’il y avait réellement eu une rédaction durant le gouvernement de Godefroy de Bouillon, ce document décrirait les institutions d’une théocratie imposée par Daimbert de Pise et acceptée par Godefroy, et n’aurait aucune utilité pour le royaume tel que Baudouin Ier l’a fondé. Aussi Dodu estime-t-il que les Assises sont le produit d’une rédaction jurisprudentielle qui s’est fait de 1099 à 1186.
On connaît ainsi plusieurs lois décidées au cours du XIIe siècle qui font partie des Assises :
- L'Assise du coup apparent, promulguée par Baudouin III[2], qui met un terme aux violences faites par les hommes de toutes classes.
- une série de lois de Baudouin II qui détermine les douze cas où le roi peut dépouiller un seigneur de son fief.
- l'Assise sur la ligece, une loi promulguée par Amaury Ier de Jérusalem vers 1162, qui faisait de chaque seigneur du royaume un vassal direct du roi et qui donnait aux arrières-vassaux un droit de vote identique aux principaux barons[1].

René Grousset estime de son côté que les premiers rois, de 1100 à 1185, avaient une forte personnalité et n’auraient pas accepté de voir leur autorité entravée par une constitution si contraignante pour le pouvoir royal, même si l’on voit le roi Foulque d’Anjou obligé de citer Hugues II du Puiset, coupable de révolte et de trahison, devant la Haute Cour ou le témoignage d’Ibn Djobaïr sur le fonctionnement des tribunaux du royaume.

### Les assises auXIIIesiècle
Le XIIIe siècle voit l’apparition de plusieurs recueils qui sont probablement les premières formalisations des lois fondamentales du royaume.
La première tentative de formalisation et de rédaction des Assises se fait durant le règne du roi Amaury II de Lusignan (1197-1205), qui constatant des lacunes institutionnelles au cours des précédents règnes désire préciser les institutions. Dans son esprit, c’est plus qu’une révision qu’une reconstitution des dispositions existantes, destinée à renforcer le pouvoir royal. Cette tâche devait être confiée à Raoul de Saint-Omer, mais Amaury II est assailli en mars 1198 par quatre chevaliers allemands et accuse ensuite Raoul d’avoir été l’instigateur de cet attentat. Il s’ensuit un conflit entre le roi et la Haute Cour qui se termine par l’exil de Raoul à Tripoli, et qui fait échouer cette première tentative de restauration des Assises. Il existe pourtant de cette époque le Livre au Roi, le seul des quatre principaux recueils d’Assises qui établisse la prééminence du roi et lui permet de déshériter ses vassaux sans tenir compte de l'avis de la Haute Cour. Ce recueil, qui est le texte le plus ancien, semble montrer que le roi a malgré ses difficultés, mené à bien son projet institutionnel. En dehors de sa position résolument royaliste, le texte est très semblable aux autres.
Après le règne du roi Amaury II, le pouvoir royal s’affaiblit, en raison de plusieurs régences et du caractère partiellement électif de la royauté : la couronne est certes héréditaire, mais l’absence d’héritier masculin offre le trône à plusieurs reines, dont le mari est choisi par les barons du royaume. En 1225, la reine Isabelle II de Jérusalem est ainsi mariée à l’empereur Frédéric II de Hohenstaufen, mais un grave conflit oppose ensuite le roi aux barons, jusqu’à ce que les partisans impériaux soient chassés de Terre sainte, en 1243. Les barons conservent alors une fiction de royauté, les rois Hohenstaufen résidant hors du royaume, et nomment au sein de la famille royale un régent chargé d’assurer les prérogatives royales, et dirigent le royaume de manière collégiale. Aussi le besoin de rédiger de nouveaux recueils de lois se fait-il sentir et l’on assiste à la rédaction :
- du livre de Philippe de Novare, vers 1250, qui se caractérise par son point de vue aristocratique et contient également une histoire du conflit qui opposa les Ibelin, ses protecteurs, et les Hohenstaufen dans les royaumes de Chypre et de Saint-Jean d'Acre[3].
- du livre de Jean d'Ibelin, comte de Jaffa et d'Ascalon, régent du royaume de Jérusalem à Acre et un des belligérants de la lutte décrite par Philippe de Novare. Rédigé entre 1264 et 1266, son recueil est un développement de celui de Novare et le plus complet et le plus détaillé des traités de lois de l'Orient latin, ainsi que de l'Europe médiévale[3].
- du Livre des Assises de la Cour des Bourgeois. C'est un grand ouvrage détaillant la Cour des Bourgeois, établie dans le royaume pour les chrétiens latins non nobles. Son auteur est inconnu, mais il a également été rédigé durant le XIIIe siècle.
- de quelques recueils mineurs : Geoffroy ou Georges Le Tort et Jacques d'Ibelin, le fils de Jean, écrivirent chacun de très petits traités, qui sont beaucoup moins importants que les œuvres monumentales de Philippe de Novare et de Jean d'Ibelin.

Il est clair ces recueils s’appuient plus sur une tradition orale que sur de réels documents existants et que les rédacteurs de ces lois mettent en valeur les lois en fonction de leur objectif politique plutôt qu’en cherchant une exhaustivité des pratiques antérieures. En réalité, ces recueils de lois du XIIIe siècle ne représentent pas la pratique quotidienne dans le royaume au XIIe siècle, car elles sont récrites à partir de zéro. C’est ainsi que les différents recueils se contredisent souvent entre eux, et l’un omet parfois un point figurant dans un autre. Cependant, ils constituent ensemble la plus grande collection de lois écrites dans un État européen de cette période.

### Les assises par la suite
Avec la prise de Saint-Jean-d’Acre, le royaume de Jérusalem disparaît et les Assises ne sont plus appliquées bien que de nombreuses familles nobles réalisent pour leur propre archives une copie du livre de Jean d’Ibelin. Le roi de Chypre dispose d’un pouvoir absolu dans son royaume et il n’y a pas d’assemblée des barons ou des notables. Il arrive parfois que les barons s’appuient sur les Assises pour refuser d’obéir au roi, mais les cas restent rares. 
Les Assises codifiées par livre de Jean d’Ibelin sont ensuite remaniées à deux occasions, en 1368 et en 1531.
En 1367, à la suite de son refus de suivre le roi Pierre Ier combattre les Mamelouks, la noblesse chypriote entre en guerre contre son roi, conflit qui finit par l’assassinat du roi en 1368. Les barons décident alors de remettre en vigueur les assises de la Cour des Barons ou Haute Cour, mais chaque famille disposait de copies modifiées et le texte original n’a pas pu être reconstitué : ils ont adopté un compromis entre les différentes versions. 
En 1531, ce sont les Vénitiens, devenus possesseurs de Chypre par l’abdication de Catherine Cornaro, décident de les traduire en italien et de les déposer dans la Bibliothèque Saint-Marc de Venise.

## Les institutions du royaume
Il y avait plusieurs assemblées qui se partageaient le pouvoir dans le royaume et qui arbitraient les litiges entre les personnes :
- la Haute Cour, à l’usage des barons ;
- la Cour des Bourgeois, à l’usage des non nobles de langue latine ;
- la Cour du Raïs, à l’usage des syriens d’origine.

Ces institutions du royaume sont dues au fait que la noblesse était antérieure à l’institution royale, et que le royaume n’aurait jamais vu le jour sans elle.

### La Haute Cour
La Haute Cour est la gardienne inviolable des droits sacrés des liges, c'est-à-dire des barons du royaume. Composée des vassaux directs de la couronne, l’assemblée est ensuite ouverte en 1164 à tous les arrières vassaux à la suite d'une décision du roi Amaury Ier, moyen commode pour le roi de diminuer l’opposition.
La Haute Cour n’a ni date de réunion, ni lieu de rassemblement régulier. Seul le roi a le droit de convoquer la Cour, et préside les sessions, mais dès que celle-ci débute, il n’est que le premier des barons et sa voix n’a pas plus de valeur que celle des autres membres. En cas d’absence du roi, c’est un des grands officiers de la couronne, le connétable ou le maréchal, qui le remplace.
Une fois que la Haute Cour est réunie, ses décisions sont souveraines et même le roi doit s’y conformer et les faire exécuter. Il n’a pas de recours contre une décision de la Haute Cour.
Le fonctionnement de cette Haute Cour fait l’objet du Livre au Roi, de celui de Philippe de Novare, et de celui de Jean d'Ibelin.

### La Cour des Bourgeois
Il paraît curieux de voir au milieu du Moyen Âge un roi et une assemblée noble partager le pouvoir avec une assemblée de non noble. Certes on observe à la même époque à l’éclosion de communes en Europe, mais celles-ci se font dans un contexte de révolte contre leur seigneur ou leur évêque et sont ratifiées par des chartes royales, alors qu’en Terre Sainte, cette assemblée est créée sans qu’il y ait eu des heurts. Cette situation est expliquée d’une part parce que ces roturiers ont participé à la Croisade au même titre que les chevaliers, ont combattu à leurs côtés et ont partagé les mêmes souffrances, et aussi parce que les bourgeois se sont ensuite enrichis par le commerce et constituent une force financière et politique. Cette seconde assemblée présente en outre pour le roi la possibilité de contrebalancer la puissance des aristocrates. Les bourgeois ne peuvent acquérir des fiefs, mais peuvent acheter des propriétés, nommées pour cette raison bourgeoisies et que les nobles ne peuvent acquérir.
C’est le vicomte de Jérusalem qui préside l’assemblée et qui est chargé en outre de rentrer les impôts. C’est un fonctionnaire judiciaire choisi par le roi parmi les chevaliers après consultation des notables, bien que cette dernière condition ne semble être apparue qu’au XIIIe siècle : en effet, au XIIe siècle, le vicomte étant libre de nommer un suppléant sans consulter quiconque et il semble improbable que le roi ne jouisse pas d’une prérogative semblable.
En plus du vicomte, l’assemblée est composée de douze jurés ou notables, choisis parmi les non nobles d’origine latine. Elle est chargée de juger les litiges entre les roturiers latins ou entre l’un d’eux et l’État. Cette institution n’est pas unique, car outre Jérusalem, plus de trente villes du royaume possédaient sa Cour des Bourgeois.
Le fonctionnement de la Cour des Bourgeois fait l’objet du Livre des Assises de la Cour des Bourgeois.

### La Cour du Raïs
Cette Cour est formé du Raïs, un fonctionnaire syrien nommé par le roi, et de plusieurs jurés syriens. Il en existe à chaque agglomération et elle est chargée de juger les litiges entre Syriens. Selon le témoignage du chroniqueur damascène Ibn Jobaïr, ces cours fonctionnaient correctement à la satisfaction des musulmans, au point que ce dernier déplore que les paysans musulmans en territoire franc sont mieux soumis à une meilleure justice que leurs homologues des émirats syriens, et ne cherchent pas à vivre sous une loi autre que franque,.

## Les lignages d'Outremer
Les Lignages d'Outremer est un livre relativement connu par lui-même, mais dont l'inclusion parmi les livres des Assises est nettement moins connu. Souvent rattaché à des Assises traitant de la Haute Cour, comme le livre de Jean d'Ibebin ou celui de Philippe de Novare, ce texte n'est pas du tout un texte juridique, mais principalement généalogique et traite des familles nobles installées en Terre sainte.